# Arnold de Vos
Arnold de Vos (L'Aia, 20 settembre 1937 – Trento, 15 novembre 2020) è stato un poeta olandese.

## Biografia
Laureatosi in lingue e letterature neerlandesi e italiane all'Università di Leiden nel 1968, già l'anno prima aveva cominciato l'attività letteraria pubblicando il suo primo libro di poesie e traducendo in neerlandese Il Sempione strizza l'occhio al Frejus di Elio Vittorini. Poco dopo il conseguimento del suo titolo accademico, si trasferì a Roma dove fu in contatto con numerosi intellettuali come Elsa Morante, Dacia Maraini e Giuseppe Ungaretti. Con le sue Poesie del deficit (Edigam, 1980) vinse il piccolo premio Strega del 1979 e il premio Taormina del 1980.
Altre pubblicazioni degne di nota sono: Il portico (Gazebo, 1985), Responso (premio Sikania, 1990), Paradiso e destino o La perla insonne delle pudende (Sciascia, 2000; premio Città del Pittore Guastaferro con Peter Russell), Merore o Un amore senza impiego (Cosmo Iannone, 2005), Vertigo (Venezia, 2006). Nel 2007 è uscito a New York la raccolta di versi Il nudo è il tuo abito talare, con prefazione di Mia Lecomte. 
Si occupò anche di archeologia e insieme alla moglie Mariette scrisse tre testi sull'arte di Pompei. Era dichiaratamente omosessuale (pur rimanendo legato alla consorte) e nelle sue opere descrisse spesso la sensualità omoerotica.

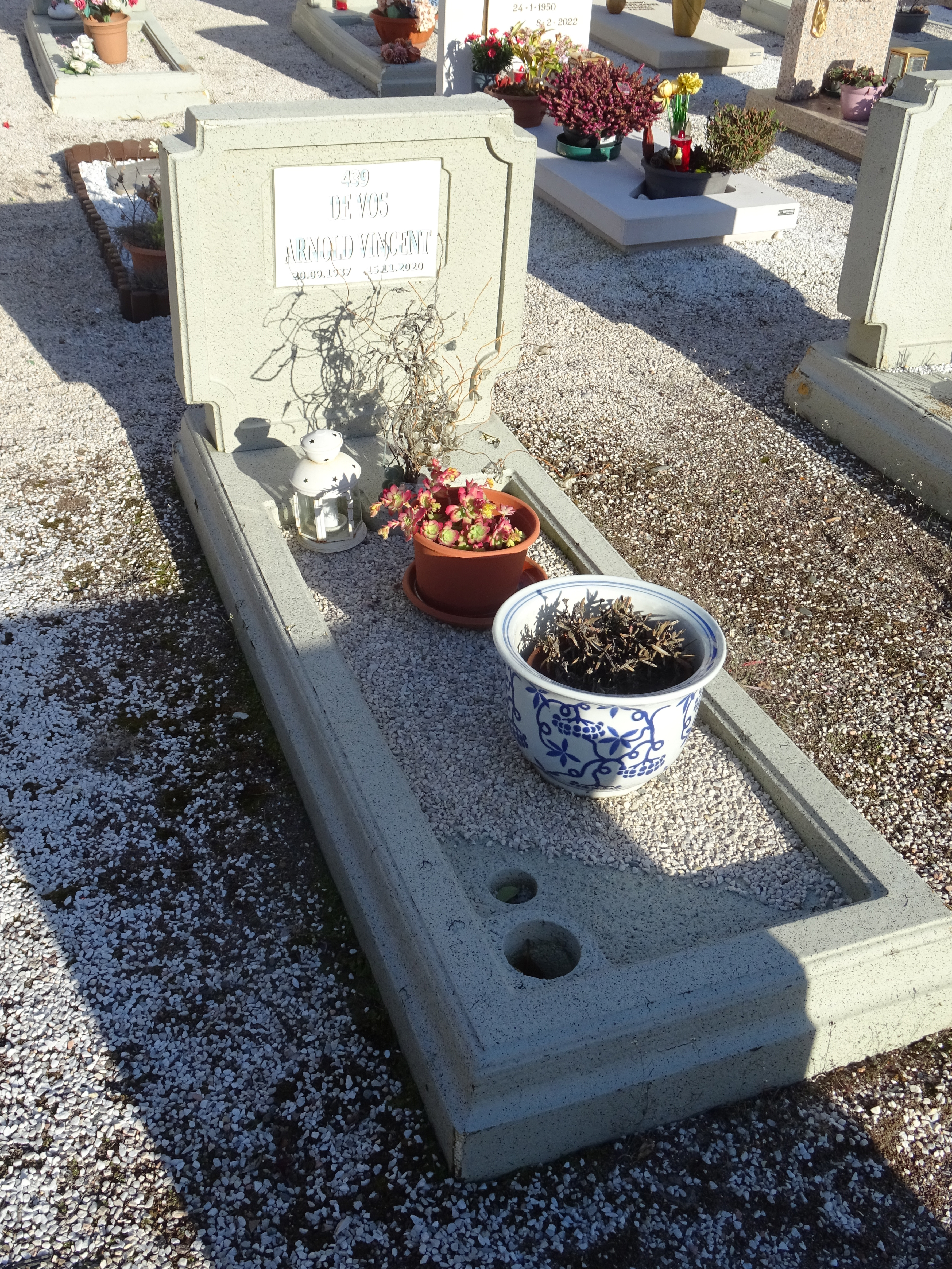
Tomba nel cimitero monumentale di Trento

Visse dividendosi tra Roma, Tunisi, Trento e Selva di Grigno in Valsugana.

## Pubblicazioni
- Mariette e Arnold de Vos, Pittura pompeiana, Banca Cooperativa, Bologna, 1978.
- Mariette e Arnold de Vos, Pompei, Ercolano, Stabia, Laterza, Bari, 1982.
- Arnold de Vos, Il portico, Gazebo, Siena, 1985.
- Arnold de Vos, Responso, Utopia, Ragusa, 1990.
- Arnold de Vos, Paradiso e destino o La perla insonne delle pudende, CFR, Roma, 2000.
- Arnold de Vos, Il nudo è il tuo abito talare, Edizioni del Leone, Venezia, 2008.
- Arnold de Vos, Ode o la bassa corte dell'amore, Puntoacapo, Novi Ligure, 2009.
- Arnold de Vos, Stagliamento, Samuele, Fanna, 2010.
- Arnold de Vos, L'obliquo, Samuele, Fanna, 2011.